# كاليغولا (أنمي)
'كاليغولا' (Karigyura カリギュラ
)
هو أنمي ياباني مقتبس من اللعبة "The Caligula Effect". تم إنتاج الأنمي في استوديوهات ساتلايت. تم عرضه من 8 أبريل حتى 24 يونيو 2018.

## حبكة
Mobius هو عالم رقمي مثالي من أجل الفائدة المتخيلة للبشرية من خلال μ ، برنامج المعبود الظاهري الذي حقق الشعور بالذات والوعي الذاتي. فقط البشر الذين يعانون في العالم الحقيقي ويرتبطون بقوة بأغاني μ يتم جذبهم إلى Mobius. بمجرد دخولهم، غالبا ما ينسى الناس أن العالم الحقيقي موجود. بغض النظر عن العمر أو الجنس، يتم تحويلهم إلى طلاب وإجبارهم على تجربة الحياة المدرسية مرارًا وتكرارًا، والتي تعتبر «أكثر الأوقات إشعاعًا في حياة الشخص».

## الشخصيات
μ ( (تُلفظ mu)
أداء صوتي: رينا أويدا

إيزورو مينيزاوا (
أداء صوتي: يويتشيرو أوميهارا

شوغو ساتاكي (
أداء صوتي: شونسكي تاكيوتشي

ريتسو شيكيشيما (
أداء صوتي: تشيهارو ساواشيرو

أريا (
أداء صوتي: أسامي شيمودا

إيكاب (
أداء صوتي: سوما سايتو

كاجيب (
أداء صوتي: شوتا أوي

سوزونا كاغورا (
أداء صوتي: مينامي تاناكا

كوتونو كاشيوابا (
أداء صوتي: ريه موراكاوا

ميراي (
أداء صوتي: إيريكو ناكامورا

ماري ميزوكوشي (
أداء صوتي: ماي فوتشيغامي

ناروكي موريتا (
أداء صوتي: أري أوزاوا

شادو نايف (
أداء صوتي: يوما أوتشيدا

ميفو شينوهارا (
أداء صوتي: ريه تاكاهاشي

شونين دول (
أداء صوتي: يوميري هاناموري

سويت ب (
أداء صوتي: إيمي نيتا

ثورن (
أداء صوتي: يوكا أوتسوبو

كوتارو توموي (
أداء صوتي: يوشيماسا هوسويا

## إنتاج
أعلن المنتج فوريو خلال بث مباشر أن اللعبة "The Caligula Effect" ستحصل على سوف يعرض في أبريل القادم. الأنمي من إخراج جوينتشي وادا، وكتابة توكو ماتشيدا ومصمم للشخصيات كينجي تانابي المستوحاة من تصاميم أغوتشي، في استوديوهات ساتلايت الموسيقى للفريق: ياسوهارو تاكاناشي، Funta7، تسوكاسا ماسيكو، كينجي إيواتا و RegaSound.

## روابط خارجية
- الموقع الرسمي
- كاليغولا (أنمي) على موقع IMDb (الإنجليزية)
- كاليغولا (أنمي) على موقع فيلمافينيتي (الإسبانية)
- كاليغولا (أنمي) على موقع كينوبويسك (الروسية)
- كاليغولا (أنمي) على موقع قاعدة بيانات الفيلم (الإنجليزية)
- كاليغولا (أنمي) على موقع ANN anime (الإنجليزية)